# Whitehall (Michigan)
Whitehall è un comune degli Stati Uniti d'America, situato nello Stato del Michigan, nella contea di Muskegon.